# Exapion compactum compactum
Exapion compactum compactum é uma subespécie de insetos coleópteros polífagos pertencente à família Apionidae.
A autoridade científica da subespécie é Desbrochers, tendo sido descrita no ano de 1888.
Trata-se de uma subespécie presente no território português.